# Kinh tuyến 132 Đông
 
 
Kinh tuyến 132° về phía đông của Greenwich là một đường kinh tuyến kéo dài từ Bắc Cực qua Bắc Băng Dương, Châu Á, Úc, Ấn Độ Dương, Nam Đại Dương và Châu Nam Cực đến Nam Cực.
Kinh tuyến 132° đông cùng với kinh tuyến 48° tây tạo thành một đường tròn lớn.

## Từ cực đến cực
Bắt đầu từ Bắc Cực và hướng về phía Nam đến Nam Cực, kinh tuyến 132 độ đông đi qua:
| Co-ordinates                     | Country, territory or sea | Notes |
| -------------------------------- | ------------------------- | --- |
| 90°0′B 132°0′Đ / 90°B 132°Đ      | Bắc Băng Dương            | |
| 77°0′B 132°0′Đ / 77°B 132°Đ      | Biển Laptev               | |
| 71°16′B 132°0′Đ / 71,267°B 132°Đ | Nga                       | Cộng hòa Sakha Khabarovsk Krai — from 58°3′B 132°0′Đ / 58,05°B 132°Đ Sakha Republic — from 57°46′B 132°0′Đ / 57,767°B 132°Đ Khabarovsk Krai — from 57°40′B 132°0′Đ / 57,667°B 132°Đ Tỉnh Amur — from 55°42′B 132°0′Đ / 55,7°B 132°Đ Khabarovsk Krai — from 54°56′B 132°0′Đ / 54,933°B 132°Đ Amur Oblast — from 53°9′B 132°0′Đ / 53,15°B 132°Đ Khabarovsk Krai — from 51°46′B 132°0′Đ / 51,767°B 132°Đ Tỉnh tự trị Do Thái — from 49°23′B 132°0′Đ / 49,383°B 132°Đ |
| 47°42′B 132°0′Đ / 47,7°B 132°Đ   | Trung Quốc                | Hắc Long Giang |
| 45°15′B 132°0′Đ / 45,25°B 132°Đ  | Nga                       | Primorsky Krai — Đi qua ngay phía đông của Vladivostok (tại 43°7′B 131°54′Đ / 43,117°B 131,9°Đ) |
| 43°6′B 132°0′Đ / 43,1°B 132°Đ    | Biển Nhật Bản             | Đi qua ngay phía đông của Liancourt Rocks (tại 37°14′B 131°52′Đ / 37,233°B 131,867°Đ) |
| 34°51′B 132°0′Đ / 34,85°B 132°Đ  | Nhật Bản                  | Đảo Honshū — Tỉnh Shimane — Tỉnh Yamaguchi — from 34°22′B 132°0′Đ / 34,367°B 132°Đ |
| 33°54′B 132°0′Đ / 33,9°B 132°Đ   | Biển nội địa Seto         | |
| 33°19′B 132°0′Đ / 33,317°B 132°Đ | Bungo Channel             | |
| 33°5′B 132°0′Đ / 33,083°B 132°Đ  | Nhật Bản                  | Đảo Kyūshū — Tỉnh Ōita |
| 32°49′B 132°0′Đ / 32,817°B 132°Đ | Thái Bình Dương           | Đi qua ngay phía đông của đảo Pulo Anna, Palau (at 4°39′B 131°58′Đ / 4,65°B 131,967°Đ) |
| 0°33′N 132°0′Đ / 0,55°N 132°Đ    | Indonesia                 | Đảo New Guinea |
| 1°59′N 132°0′Đ / 1,983°N 132°Đ   | Vịnh Berau                | |
| 2°46′N 132°0′Đ / 2,767°N 132°Đ   | Indonesia                 | Đảo New Guinea |
| 2°54′N 132°0′Đ / 2,9°N 132°Đ     | Biển Ceram                | |
| 5°18′N 132°0′Đ / 5,3°N 132°Đ     | Indonesia                 | Đảo Kur |
| 5°22′N 132°0′Đ / 5,367°N 132°Đ   | Biển Banda                | |
| 6°59′N 132°0′Đ / 6,983°N 132°Đ   | Indonesia                 | Đảo Fordata |
| 7°0′N 132°0′Đ / 7°N 132°Đ        | Biển Arafura              | Đi qua ngay phía đông của đảo Larat, Indonesia (at 7°12′N 131°59′Đ / 7,2°N 131,983°Đ) |
| 11°7′N 132°0′Đ / 11,117°N 132°Đ  | Úc                        | Northern Territory — Bán đảo Cobourg |
| 11°26′N 132°0′Đ / 11,433°N 132°Đ | Vịnh Van Diemen           | |
| 12°17′N 132°0′Đ / 12,283°N 132°Đ | Úc                        | Northern Territory South Australia — from 26°0′N 132°0′Đ / 26°N 132°Đ |
| 31°52′N 132°0′Đ / 31,867°N 132°Đ | Ấn Độ Dương               | Australia xem vùng này là một bộ phận của Nam Đại Dương[1][2] |
| 60°0′N 132°0′Đ / 60°N 132°Đ      | Nam Đại Dương             | |
| 66°11′N 132°0′Đ / 66,183°N 132°Đ | Châu Nam Cực              | Lãnh thổ châu Nam Cực thuộc Úc, tuyên bố bởi Úc |